# Lüttich–Bastogne–Lüttich 2014
Lüttich–Bastogne–Lüttich 2014 war die 100. Austragung des belgischen Eintagesrennens Lüttich–Bastogne–Lüttich. Es wurde am 27. April 2014 über eine Distanz von 263 Kilometer ausgetragen und war das dreizehnte Rennen der UCI WorldTour 2014. Das Rennen wurde von Simon Gerrans in einem Vier-Mann-Sprint gewonnen und wurde so der erste australische Sieger bei Lüttich-Bastogne-Lüttich vor Alejandro Valverde, Michał Kwiatkowski und Giampaolo Caruso. 

## Teams
Da Lüttich-Bastogne-Lüttich ein UCI World Tour Rennen ist, waren alle 18 UCI ProTeams automatisch eingeladen und verpflichtet eine Mannschaft zu schicken. Sechs anderen Mannschaften wurde eine Wildcard für das Rennen gegeben und daraus bildete sich das aus 25 Teams bestehende Fahrerfeld.
18 UCI ProTeams haben an dem Rennen teilgenommen:
| - AG2R La Mondiale - Astana Pro Team - Belkin-Pro Cycling Team - BMC Racing Team - Cannondale - Cofidis, Solutions Crédits - Colombia - Team Europcar - FDJ.fr - Garmin Sharp - Team Giant-Shimano - IAM Cycling - Team Katusha | - Lampre-Merida - Lotto Belisol - Movistar Team - MTN Qhubeka - Team NetApp-Endura - Omega Pharma-Quick Step - Orica GreenEdge - Team Sky - Tinkoff-Saxo - Topsport Vlaanderen-Baloise - Trek Factory Racing - Wanty-Groupe Gobert |

## Ergebnis
| Platz | Fahrer             | Nation      | Team                    | Zeit         | Punkte |
| ----- | ------------------ | ----------- | ----------------------- | ------------ | ------ |
| 01.   | Simon Gerrans      | Australien  | Orica GreenEdge         | 6:37:43 h    | 100    |
| 02.   | Alejandro Valverde | Spanien     | Movistar Team           | gleiche Zeit | 080    |
| 03.   | Michał Kwiatkowski | Polen       | Omega Pharma-Quick Step | gleiche Zeit | 070    |
| 04.   | Giampaolo Caruso   | Italien     | Team Katusha            | gleiche Zeit | 060    |
| 05.   | Domenico Pozzovivo | Italien     | AG2R La Mondiale        | + 3″         | 050    |
| 06.   | Tom-Jelte Slagter  | Niederlande | Garmin Sharp            | gleiche Zeit | 040    |
| 07.   | Roman Kreuziger    | Tschechien  | Tinkoff-Saxo            | gleiche Zeit | 030    |
| 08.   | Philippe Gilbert   | Belgien     | BMC Racing Team         | gleiche Zeit | 020    |
| 09.   | Daniel Moreno      | Spanien     | Team Katusha            | + 5″         | 010    |
| 10.   | Romain Bardet      | Frankreich  | AG2R La Mondiale        | + 6″         | 004    |

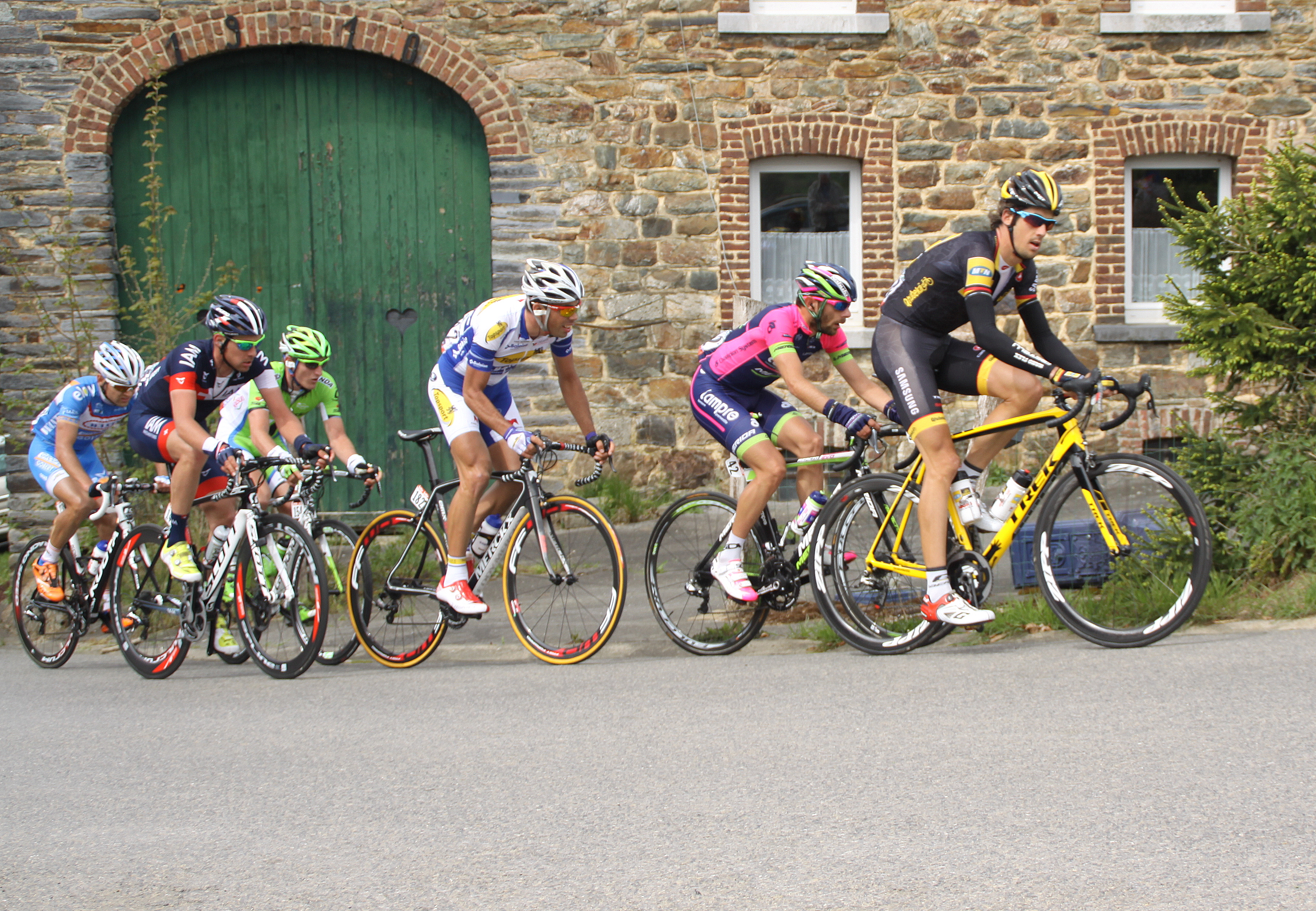
Die Ausreißergruppe an der Côte de Wanne.

Lüttich–Bastogne–Lüttich war innerhalb der UCI WorldTour 2014 ein Rennen der 3. Kategorie. Deshalb erhielten die zehn besten Fahrer – vorausgesetzt sie fuhren für ein UCI WorldTeam – Punkte für das UCI WorldTour Ranking mit der dargestellten Punkteverteilung.